# Quand Satana empoigne le colt
Pour plus de détails, voir Fiche technique et Distribution.
Quand Satana empoigne le colt (Manos torpes) est un western spaghetti italo-espagnol réalisé par Rafael Romero Marchent, sorti en 1970.

## Synopsis
Peter, homme à tout faire du ranch Warren, fait la cour à la fille de son employeur, Dorothy. Warren inflige une flagellation à Peter avant de le chasser de sa terre. Mais la jeune femme, éprise de lui, s'enfuit avec lui. Les deux amoureux sont aussitôt rattrapés par les hommes de main de Warren qui, une seconde fois, fouette Peter. Dorothy est contrainte par ses parents de se marier à Johnny, un riche propriétaire, sous peine de voir l'irrigation de son village purement et simplement stoppée. Peter refuse de l'abandonner et apprend à manier les six coups avec dextérité pour mener sa vengeance contre le père de Dorothy. Lorsqu'il revient au ranch,il découvre que Dorothy n'a point épousé Johnny mais qu'elle travaille dans un saloon comme entraîneuse. Peter va tirer les choses au clair et montrer un autre visage.

## Fiche technique
- Titre original : Manos torpes[1]
- Titre français : Quand Satana empoigne le colt[2]
- Réalisation : Rafael Romero Marchent
- Scénario :  Joaquín Luis Romero Marchent et Santiago Moncada
- Montage : Antonio Gimeno
- Musique : Antón García Abril
- Photographie : Miguel Fernández Mila
- Production : Ricardo Sanz
- Sociétés de production : Aitor Films et Emat Cinematografica
- Société de distribution : Ízaro Films
- Pays d'origine :  Espagne,  Italie
- Langue originale : espagnol
- Format : couleur
- Genre : western spaghetti
- Durée : 93 minutes
- Dates de sortie : 
  - Espagne : 18 mai 1970
  - France : 1er mars 1972[2]
  - Italie : 17 octobre 1973

## Distribution
- Peter Lee Lawrence (VF : Patrick Dewaere) : Peter[1]
- Manuel de Blas (VF : Yves Massard) : Johnny
- Alberto de Mendoza (VF : Alain Nobis) : Latimore
- Pilar Velázquez (VF : Francine Lainé) : Dorothy[1]
- Antonio Casas (VF : Jean-Henri Chambois) : Warren[1]
- Antonio Pica (VF : Michel Gatineau) : Ted
- Luis Induni (VF : Georges Atlas) : Charly
- Gene Reyes (VF : Gérard Hernandez) : Chang
- Yelena Samarina (VF : Paule Emmanuele) : Mary
- Frank Braña (VF : Roger Rudel) : Chef des bandits
- Antonio Molino Rojo (VF : Serge Sauvion) : Frank, un des bandits
- Aldo Sambrell (VF : Pierre Garin) : Bandit
- Mariano Vidal Molina (VF : Michel Barbey) : Bandit
- Lorenzo Robledo (VF : Claude Joseph) : Homme de Warren
- Beni Deus (VF : Pierre Collet) : Le Juge